# M26 (granada)
A M26 é uma granada de mão de fragmentação desenvolvida pelos militares dos Estados Unidos. Ela entrou em serviço por volta de 1952 e foi usada em combate durante a Guerra da Coreia. Sua forma distinta de limão levou a ser apelidada de "granada de limão".
A fragmentação é aprimorada por uma bobina de fragmentação entalhada especial que fica ao longo do interior da carcaça da granada. Esta bobina tinha uma seção transversal circular na granada M26 e uma seção transversal quadrada melhorada nos projetos M26A1 e posteriores.
As granadas foram armazenadas dentro de tubos cilíndricos de transporte de fibra de duas partes (Container M289) e foram embaladas 25 ou 30 em uma caixa.

## História

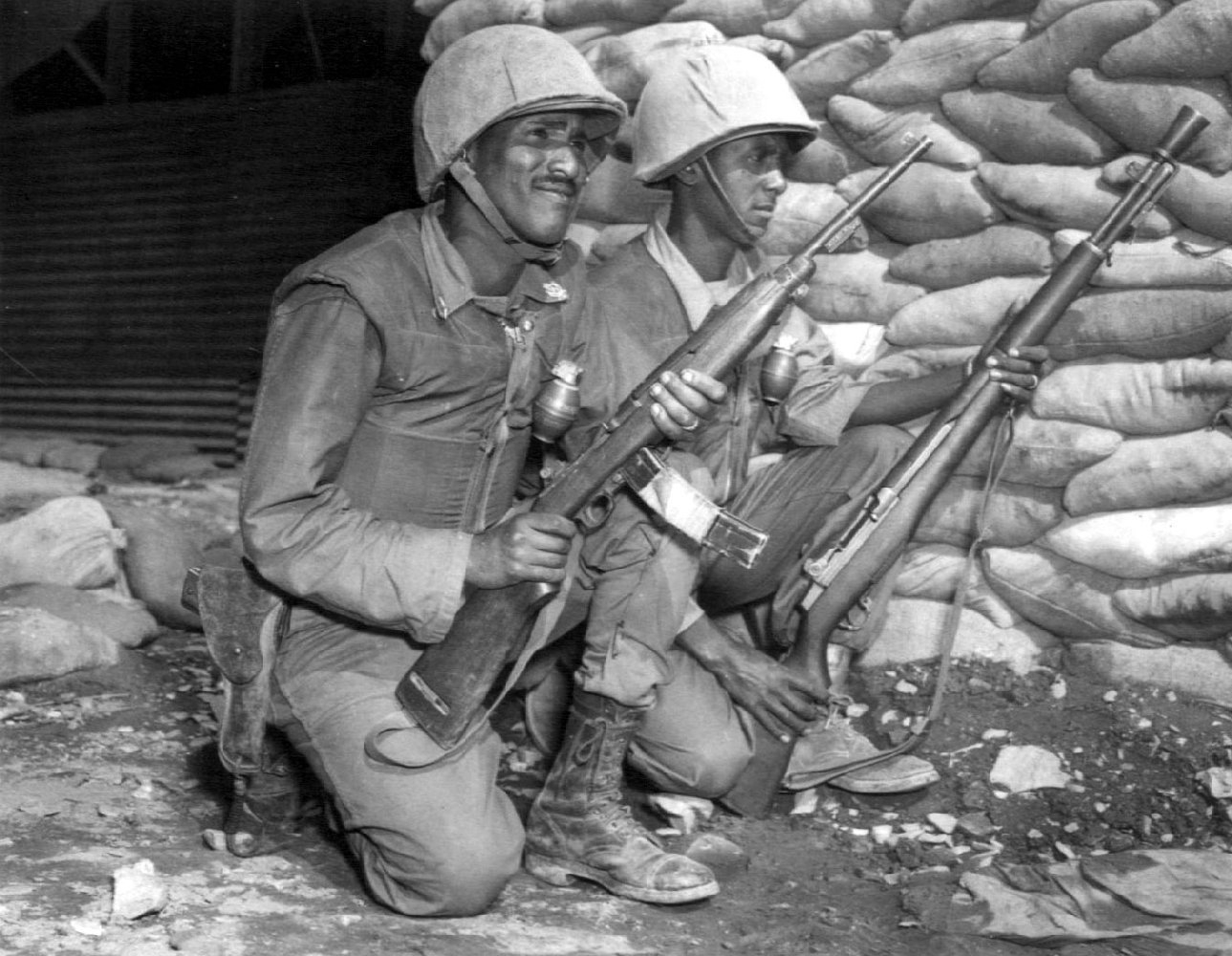
Soldados etíopes do Batalhão Kagnew, 7º Inf. Div., na Coreia, 1953

A M26 foi desenvolvida como resultado de estudos na Mk 2. Ao contrário de sua equivalente anterior, seu fusível M204A1 não cria fumaça ou faíscas quando aceso e seu trem de pólvora é quase silencioso enquanto queima. Seu enchimento de Composição B foi considerado mais seguro do que o enchimento de TNT em flocos ou granulado usado na Mk 2.
A série M26 foi criada após a Segunda Guerra Mundial para atender às críticas à Mk 2. A M26 original substituiu a Granada de Fragmentação Mk 2 como padrão do Exército na Coréia. A produção massiva da Segunda Guerra Mundial deixou a Mk 2 como uma edição padrão limitada do Exército e dos Fuzileiros Navais dos EUA ao longo da década de 1960 e da Marinha dos EUA até a década de 1970. A M26A1/M61 foi a principal granada de fragmentação usada pelas forças americanas na Guerra do Vietnã.
A série M26 (M26/M61/M57) foi substituída pela granada da série M33 (M33/M67) no final da Guerra do Vietnã.

## Variantes

### M26A1
A M26A1 é uma M26 que tem a bobina de fragmentação reprojetada para ter uma seção transversal quadrada em vez de circular e possui serrilhas mais profundas para auxiliar na fragmentação. Nela também havia adicionada uma pequena carga de reforço de tetril em seu fusível para detonar completamente a carga explosiva (deslocada para 160 g por causa da carga de reforço adicionada) e usava o fusível M204A2 atualizado. Foi adotada no serviço americano em 1958.

### M26A2
A M26A2 é uma M26A1 modificada para aceitar um fusível de impacto M217. É um pouco mais grossa que a M26A1 e a alavanca de segurança era gravada com a palavra "IMPACT". Os modelos anteriores tinham uma alavanca pintada de vermelho com a palavra "IMPACT" pintada com tinta preta.

### M30
A M30 é a versão prática da granada M26. Ela tinha uma carcaça oval de duas peças em ferro fundido com um plugue de base de plástico. A carcaça era gravada com os símbolos "RFX55"; foi originalmente a base para uma granada de mão experimental que nunca foi colocada em produção. Tinha uma carga de 21 grãos de pólvora negra e usava as séries de fusíveis M10A3/M10A4 ou M204A1/M204A2. Sua carcaça é pintada de azul claro com uma faixa marrom no meio. Quando a granada detonava, a sobrepressão fez o plugue saltar e liberava uma nuvem de fumaça preta causada pela carga queimada.

### M61

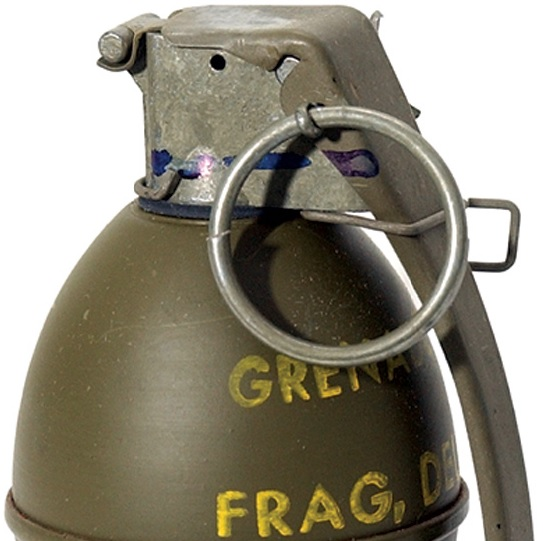
M61 mostrando o clipe de segurança adicional

A M61 é a M26A1 com uma segurança extra (chamada de "clipe de selva") presa à alavanca de segurança. Isso evita que a alavanca de segurança voe e acabe permitindo que o percussor funcione se o pino de segurança for puxado acidentalmente, prendendo-o na vegetação da selva.

### M62
A M62 é a versão prática da M26A1/M61, mas com um fusível maior de 16 mm. Possui carga de 2,43 g de pólvora negra e utiliza o fusível M228. Sua carcaça e alavanca são pintadas de azul para identificá-la como uma granada de treino e possui um "clipe de selva" como a M61.

### M50
A M50 foi uma conversão de "fogo real" da granada M30 Practice para uso em campos de treinamento. Selou o plugue da base, utilizava o fusível M204A1 e substituiu a carga de pólvora negra de baixo explosivo pela Composição B de alto explosivo. Permitia o treinamento de recrutas com maior segurança porque não possuía a bobina de fragmentação do M26 e tinha uma explosão de menor raio. Isso também consumia material bélico obsoleto, utilizando carcaças desgastadas da M30 como base.

### M56
A M56 é a M26A1 com um fusível maior de 5/8 de polegada. Ela usa o fusível detonante M215 (com um atraso de 4–5 segundos) e possui um "clipe de selva" como a M61. O M215 é semelhante ao fusível M213 usado nas granadas da série M33, exceto que possui uma alavanca curva em vez da alavanca reta dobrada do M213.

### M57
O M57 é o M26A2 com um "clipe de selva" de segurança preso à alavanca.

### L2 (Reino Unido)

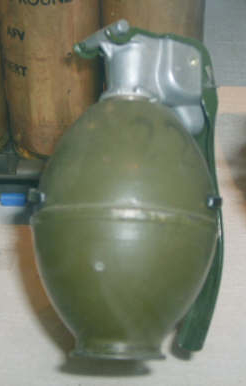
Uma granada de fragmentação britânica L2-A2

A série L2 (com carcaça verde) é a versão britânica da M26; tem um fusível de 4,4 segundos. A L2 era como a primeira M26 (exceto que usava o fusível da série L25), a L2A1 era como a M26A1 aprimorada e a L2A2 era uma variante da L2A1 com um fusível reprojetado para facilitar a produção em massa.

A série L3 (com uma carcaça azul clara e enchimento de pólvora preta) é a variante da granada Practice.

A série L4 (com uma carcaça azul escura, espoleta não funcional e sem enchimento) é a variante da granada Drill inerte.

### DM41 (Alemanha Ocidental)

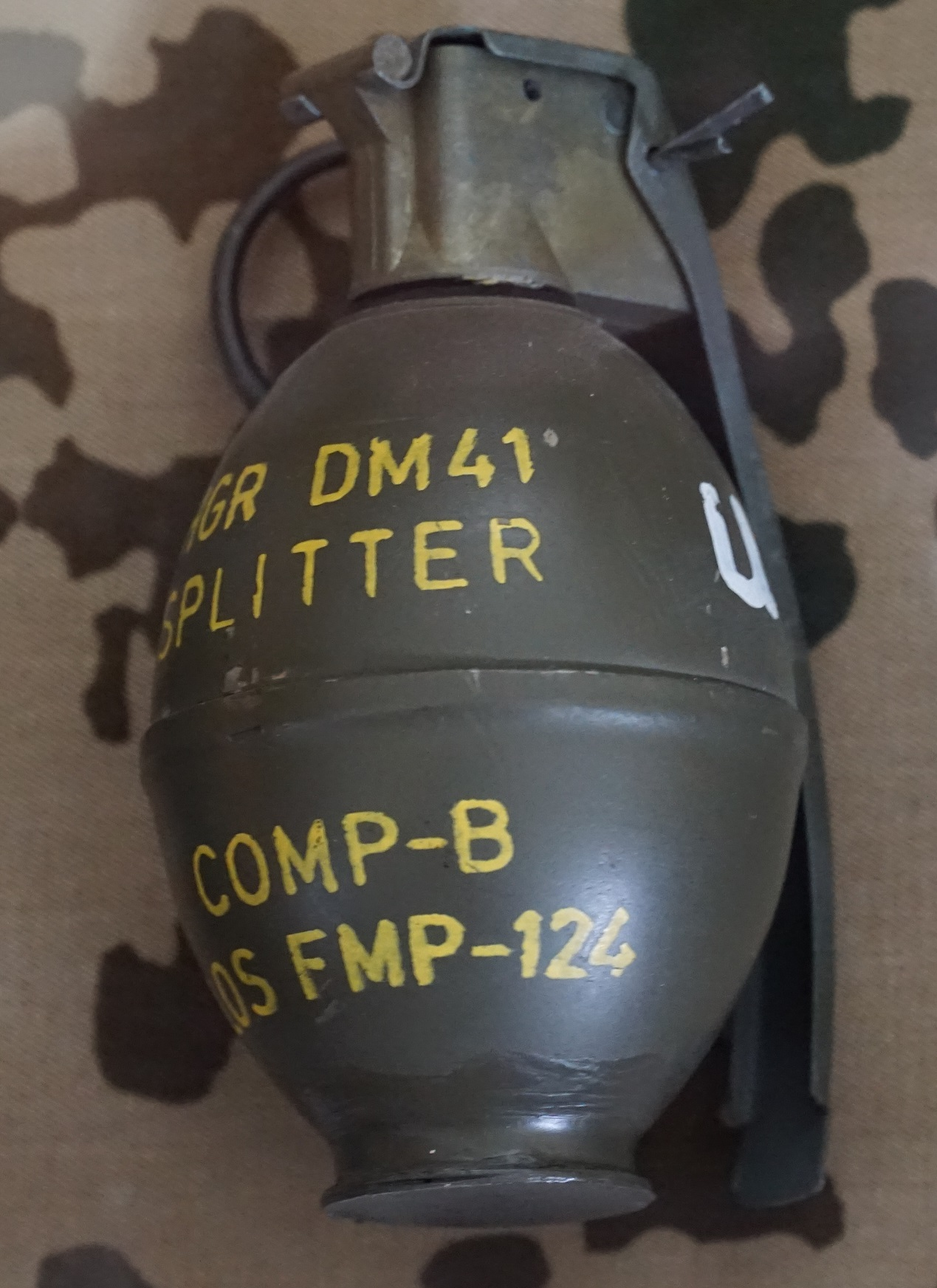
Granada de mão de fragmentação DM41 da Alemanha Ocidental rotulada para indicar uma carga de Composição B

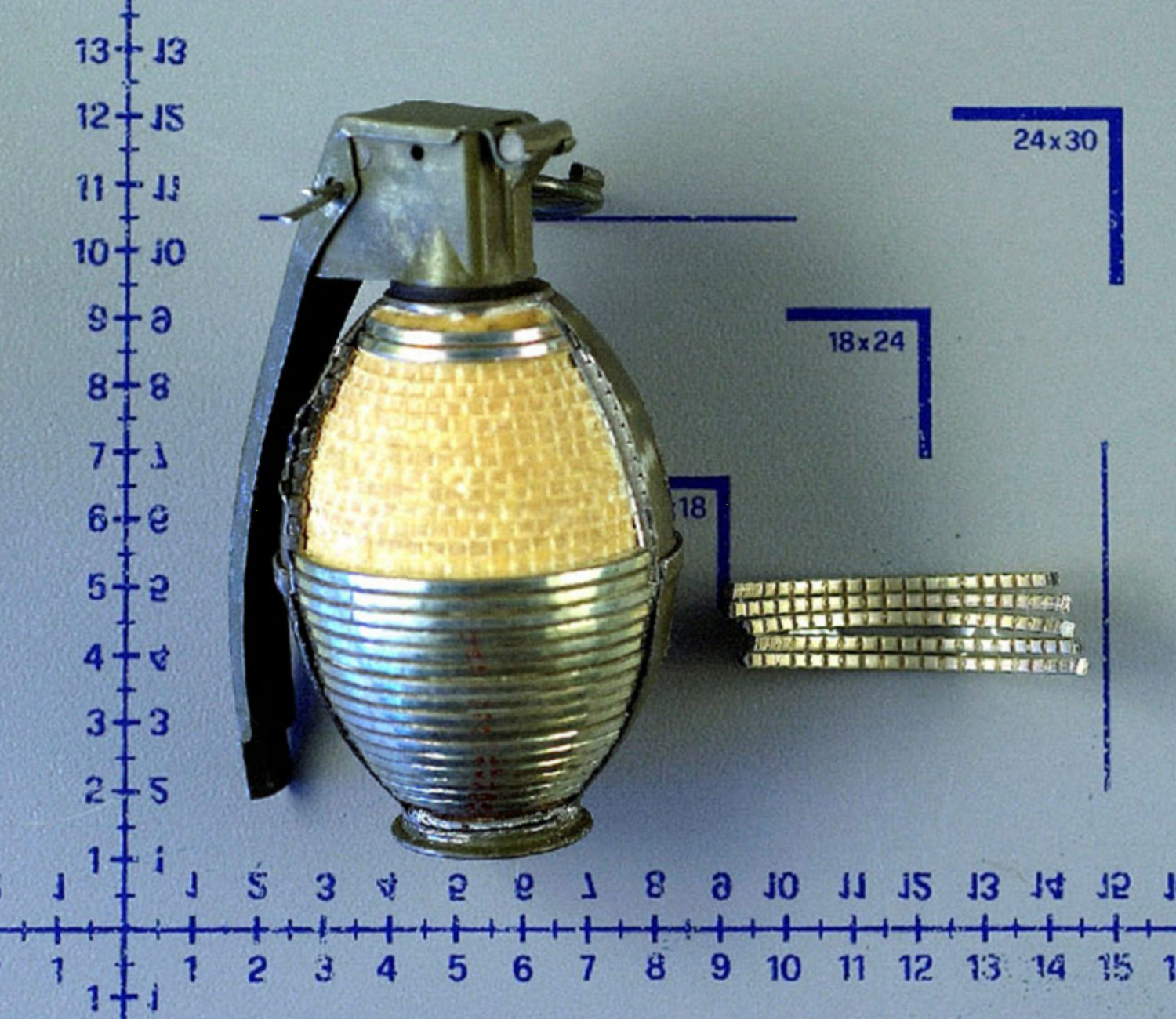
Granada de fragmentação DM41 da Alemanha Ocidental preenchida com Composição B. Este exemplo foi dissecado para revelar a manga de fragmentação e a carga explosiva

A DM41 ou DM41A1 é uma cópia da Alemanha Ocidental da granada de mão M26A1, fabricada pela Diehl Defense de Nurembergue. A produção terminou por volta de 1975, quando a granada de mão de fragmentação explosiva DM51 foi adotada pela Bundeswehr.

## Operadores
- África do Sul: A África do Sul produziu a M963, uma variante da M312 portuguesa, sob licença.[9] A produção mais tarde incluiria uma cópia da granada M26 padrão designada como M26 HE Hand Grenade, uma versão de treinamento azul com uma carcaça de alumínio reutilizável designada como M26 Practice Hand Grenade e uma versão de treinamento inerte designada como M26 Drill Hand Grenade,[10] com esses projetos permanecendo em produção[11] e no serviço militar e policial sul-africano.[12][13]
- Alemanha: Usada pelo Bundeswehr da Alemanha Ocidental até que a granada DM51 foi adotada por volta de 1975.[14]
- Austrália: A Austrália adotou a M26, mas foi substituída pela granada F1 australiana.[15]
- Brasil: Usada pelo Exército Brasileiro.[7]
- Canadá: O Canadá adotou a M61, mas desde então foi substituída pela granada C13, uma versão canadense da granada M67.[16]
- Colômbia: Usada pelo Exército Colombiano. Produzida pela INDUMIL.[17]
- Coreia do Norte: Usada pelas forças especiais norte-coreanas.[18]
- Estados Unidos: A M26 foi introduzida durante a Guerra da Coréia. Era uma edição padrão limitada no início da Guerra do Vietnã e logo foi substituída pela M26A1 / M61 (1958), M26A2 / M57 (1960) e M33 / M67 (1968) como edição padrão.
- Filipinas: Usado pelas Forças Armadas das Filipinas e Força de Ação Especial da Polícia Nacional das Filipinas
- Israel: A M26A2 foi adotada em Israel como a M26, e ainda está em uso naquele país.[19]
- Nigéria: Série L2 britânica fornecida às forças do governo nigeriano durante a Guerra Civil da Nigéria.[20]
- Portugal: Portugal adotou a M26A1 e a produziu sob licença como a M312.[21]
- Reino Unido: A série L2 substituiu a M36 Mills Bomb no serviço britânico. Foi substituída pela granada L109A1 durante os anos 2000.[22]
- Ruanda: Granadas sul-africanas M26 fornecidas ao governo ruandês em outubro de 1992.[23]
- Vietnã do Sul:[24] O Vietnã do Sul recebeu a granada M26 como ajuda dos EUA. A produção e as vendas do M26 continuaram no Vietnã do Sul, mesmo depois que os militares dos EUA adotaram o M26A1 / M61 e o M33 / M67.